# École nationale des eaux et forêts (Gabon)
L'école nationale des eaux et forêts (ENEF)  est un établissement d'enseignement supérieur situé au cap Esterias, à une trentaine de kilomètres de Libreville au Gabon.

## Description
L'École forme des cadres hautement qualifiés dans les domaines de la foresterie, de la pêche et l’aquaculture, de la gestion de la faune, des aires protégées et de l’environnement
.
Les filières de formation sont :
- DEA dynamiques des structures spatiales en géomatique (1 an)
- DESS évaluations environnementales (1 an)
  - option 1 : Qualité – Sécurité – Hygiène – Environnement
  - option 2 : Évaluations des impacts environnementaux
- DESS traitement numérique de l’information géographique (1 an)
- Ingénieur des eaux et forêts (3 ans)
- Ingénieur des techniques des eaux et forêts (3 ans)
- Adjoint technique des eaux et forêts (3 ans)
- Agent technique des eaux et forêts (2 ans)